# Suena vivo
Suena Vivo es el primer álbum en vivo de la banda mexicana de indy-rock El Azote, el cual incluye dos conciertos: enero del 2003 y octubre del 2004. Estas grabaciones especiales, se llevaron a cabo por el 6° Aniversario de la banda. Para este CD, participa el baterista Julián Villa que vivía en Noruega durante el tiempo en que se grabó este disco. Incluye canciones de sus primeros 2 discos (El Color y El Azote), así como canciones nunca antes grabadas por el grupo. 

## Lista de canciones
2003

## Lista de Tracks
1. La gente que llega - 1:11
2. La casa - 7:24
3. La espalda - 5:18
4. Llévame lejos - 3:34
5. Voy valiendo - 3:32
6. El niño gris - 2:17
7. El triste - 6:15
8. El monito - 3:43
9. A mis puercos - 1:08
10. La debilidad - 4:34
11. El quemadero - 3:24
12. Empujando espíritus - 1:42
13. Amor gitano - 3:53
14. Dos vidas - 4:16
15. El color - 3:11
16. Te olvidaría - 3:09
17. El gavilán - 5:30
18. (Track Fantasma) - 3:45

## Alineación Durante la Grabación de Suena Vivo
- Abraham Velasco - Bajo, guitarra, letras, música, coros, voz.
- Alejandro Vázquez - Voz, cuentos, escenografía, melódica.
- Eduardo González - Guitarra.
- Julián Villa - batería, percusión.

## Producción
- Producido por: El Azote.
- Grabado por: Gerry Rosado y Carlos Walraven.
- Patrocinado por: Instituto Cultural de Aguascalientes, Restaurant El Campeador y El Negrito Bar.